# Naoki Ishihara
Naoki Ishihara (石原 直樹?, Ishihara Naoki; Takasaki, 14 agosto 1984) è un ex calciatore giapponese, di ruolo attaccante.

## Palmarès

### Club

#### Competizioni nazionali
- Campionato giapponese: 2

Sanfrecce Hiroshima: 2012, 2013
- Supercoppa del Giappone: 2

Sanfrecce Hiroshima: 2013, 2014
- Coppa J. League: 1

Urawa Red Diamonds: 2016